# Granito (kommun)
Granito är en kommun i Brasilien.   Den ligger i delstaten Pernambuco, i den östra delen av landet, 1 300 km nordost om huvudstaden Brasília. Antalet invånare är 6 857.
Omgivningarna runt Granito är huvudsakligen savann. Runt Granito är det mycket glesbefolkat, med 6 invånare per kvadratkilometer.